# Fujiwara no Yoshifusa
Fujiwara no Yoshifusa (japanski 藤原 伊尹, ふじわら の よしふさ, 23. godina Enryakua / 804. – 2. dan 9. mjesec 14. godina Jōgana / 7. listopada 872.) je bio japanski državnik, dvorjanin i političar iz razdoblja Heiana. Yoshifusu se navodi kao Chūjin Kōa (忠仁公). Postumni naslov bio mu je daijō daijin.
Bio je sin Fujiware no Fuyutsugua. Imao je braću, njih trojicu: Nagayoshija, Yoshisukea i Yoshikada. Yoshifusa je imao kćer Akirakeiko (藤原明子)/Meishi (829. – 899.), poznatu i pod imenom Somedono-no-Kisaki, suprugom cara Montokua. Usvojio je sin njegova trećeg brata Nagayoshija, Mototsunea koji mu je postao i nasljednikom. odnosno bio je Mototsuneov stric i usvojenjem očuh.
Kad je Yoshifusin unuk (sin njegove kćeri Akirakeiko/Meishi) imine Korehito (惟仁親王) postao carem Seiwom, Yoshifusa je postao regentom t.j. sesshōom mladog vladara. Bio je prvim sesshōom u japanskoj povijesti koji sam nije bio carskog ranga. Također je bio prvim od niza regenata iz klana Fujiware. Obnašao je dužnost ministra za vrijeme carevanja careva Ninmyōa, Montokua i Seiwe.